# Pantoporia assamica
Pantoporia assamica är en fjärilsart som beskrevs av Moore 1881. Pantoporia assamica ingår i släktet Pantoporia och familjen praktfjärilar. Inga underarter finns listade i Catalogue of Life.